# Синхроничность
Синхроничность (синхронистичность, нем. Synchronizität) — термин, введённый швейцарским психологом и мыслителем Карлом Густавом Юнгом в одноименной статье. Юнг противопоставляет синхронистичность фундаментальному физическому принципу причинности и описывает синхронистичность как постоянно действующий в природе творческий принцип, упорядочивающий события «нефизическим» (непричинным) путём, только на основании их смысла.
Несмотря на то, что термин «синхронистичность», на первый взгляд, предполагает одновременность, Юнг использует его в гораздо более широком смысле, относя к любой «нефизической» (неочевидной) взаимосвязи событий, независимо от их разделённости во времени и пространстве.  Введение синхронистичности Юнг использует при рассмотрении различных спорных,  с точки зрения современной академической науки, явлений и теорий, объясняющих эти явления: телепатии, астрологии, странных совпадений, ясновидения, действия магических практик, поведения пчёл и даже переживаний пациентов в состоянии клинической смерти. 
Принципиальные моменты своей эмпирической концепции Юнг обсуждал с известным физиком Вольфгангом Паули, существует их совместная работа.
Скептики (например, Жорж Шарпак и Анри Брош) синхроничность считают не более чем примером апофении. Они говорят, что понятия вероятности и статистических теорем (таких как закон Литлвуда) достаточно, чтобы объяснить замечательность совпадений.

## Предпосылки
Философские предпосылки своей работы Юнг находит в трактате Шопенгауэра «Об очевидном узоре в судьбе человека» и в идеях Лейбница об изначально установленной гармонии всех вещей. Например, согласно Шопенгауэру, события находятся не только в причинной, но также и в смысловой связи, так что каждое событие является звеном двух взаимно ортогональных цепей. Это иллюстрируется простой географической аналогией: причинные связи подобны меридианам на глобусе, а смысловые — уподобляются параллелям, которые представляют собой поперечную связь между меридианами. Далее Юнг ссылается на исследования Дарье, Рише и Фламмариона, где, в частности, приводилась оценка вероятности случайного совпадения 1:4 000 000 для телепатического предчувствия смерти, а также на статистику, приводимую Вильгельмом фон Штольцем, о странном возвращении утерянных или украденных предметов их хозяевам. Юнг упоминает также Каммерера, утверждавшего, что в природе действует «закон пачки», и критикует его за отсутствие статистической оценки собранного материала. Однако наиболее важными для концепции Юнга становятся эксперименты Дж. Б. Рейна по угадыванию номеров случайно выпадающих карт и игральных костей. В последних экспериментах было, в частности, статистически установлено, что
- вероятность правильного угадывания много выше случайной,
- эффект никак не зависит от расстояния (то есть, информация передаётся без переноса энергии),
- эффект не зависит от смещения во времени, так что карта может быть предсказана до того, как колода перетасована,
- усилием воли испытуемый может повысить вероятность желаемой реализации,
- эффект зависит от наличия интереса экспериментатора.

Отсюда Юнг выдвигает гипотезу, что речь действительно не идёт о простой случайности и что в природе действует универсальный творческий принцип, упорядочивающий события, независимо от их удалённости во времени и пространстве.

## Концепция
Юнг констатирует, что объяснение этих феноменов должно начинаться с критики наших концепций пространства, времени, сознания и бессознательного. Анализируя известные ему факты, Юнг выдвигает концепцию, согласно которой смысловые связи между событиями выступают как дополнение к причинным связям. Современная физика не запрещает этого, потому что события в квантовом мире (например, радиоактивный распад) могут происходить без причины, и лишь их вероятности строго рассчитываются. Тем самым случайность принципиально неустранима из современной картины мира. Смысловое упорядочение физически независимых (случайных) событий Юнг называет синхронистичностью. Несомненно, при этом затрагивается основной вопрос философии о соотношении сознания и материи. Пространство и время представляются как психически относительные «постулаты осознающего разума», и в зависимости от психического состояния индивидуума «могут быть сведены до почти незаметной точки». В психиатрической практике синхронистичность оказывается тесно связана с одной стороны с архетипами, а с другой — с ситуацией «невозможности», когда человек сталкивается с физически неразрешимой проблемой.
Юнг выделяет в феномене синхронистичности две проблемы:
- находящийся в бессознательном образ почему-то проникает в сознание в форме сновидения, мысли, предчувствия или символа;
- объективная физическая ситуация почему-то совпадает с этим образом.

В результате анализа Юнг приходит к выводу о наличии в природе самосуществующих объективных смыслов, которые не являются продуктом психики, но присутствуют одновременно как внутри психики, так и во внешнем мире. В частности, любой предмет наделяется психоидными свойствами. Этим и объясняется, согласно Юнгу, возможность странных смысловых совпадений. Концепция самосуществующего смысла близка концепции Дао в философии Китая, идее о Мировой Душе, а также к психофизическому параллелизму и изначально установленной гармонии всех вещей по Лейбницу. В последнем случае природа связи между душой и телом может быть понята как чисто синхронистическая, однако Юнг сомневается в возможности столь масштабной трактовки.

## Критика
Проводимое Юнгом сведение всех причинных связей к физическим, по меньшей мере, дискуссионно. В используемой терминологии синхронистичность мыслится как непричинная связь событий. Однако представленный материал не позволяет сделать однозначного вывода, следует ли объяснять редкие совпадения и экстрасенсорные эффекты непричинными связями, или всё же они объясняются нефизическими (мистическими) причинами. Поэтому в чисто научном плане концепция Юнга отличается от концепции Каммерера, которого он критикует, прежде всего тем, что анализ обсуждаемого явления уже не мыслится вне связи с аппаратом теории вероятностей. Также термин «случайность» явно используется в разных смыслах, приводя к заметным противоречиям по ходу текста. События без физической связи ещё нельзя называть случайными. На самом деле, случайность — это математическое (смысловое) понятие, так что события, не связанные физически, могут одновременно быть неслучайными по теории вероятностей. Именно обнаружение и анализ таких «странных» событий является предметом работы Юнга. По сути речь идёт об открытии смыслового взаимодействия, дополняющего известные физические взаимодействия.